# Жаль, нет ружья
| Оценки критиков | Оценки критиков |
| Источник        | Оценка          |
| --------------- | --------------- |
| Наш НеФормат    | 3-              |
| rRock.ru        | 9/10            |

«Жаль, нет ружья» — шестой студийный альбом российской панк-рок-группы «Король и Шут». Выпущен 10 октября 2002 года. Последний альбом группы, записанный в «золотом» составе и при участии скрипачки Марии Нефёдовой. Второй альбом записанный по контракту с компанией «Мистерия звука».

## История создания
К репетиции песен для будущего альбома группа приступила в апреле 2002 года. Первой была полностью сделана аранжировка к заглавной композиции — «Жаль, нет ружья!», а текст песни «Мёртвый анархист» был написан в последний день перед началом студийной записи, к которой приступили в июне на студии «Добролёт» в Санкт-Петербурге.

Нам как всегда хотелось вместить в альбом как можно больше песен. Я написал кучу музыки, Горшок тоже. И если мои песни обычно готовы заранее, то песни Мишки приходилось дописывать едва ли не в студии. Были, конечно определенные сроки, но мы как авторы всегда все почему-то откладываем до последней минуты. Писать тексты мне всегда нравилось. А получается так, что на одну песню пишется четыре разных варианта, а то и пять. И всё это нужно сделать, предположим в две недели.— Андрей Князев. «Самая правдивая история о самой невероятной группе»
В итоге работа в студии продлилась на месяц дольше, чем планировалось. Из-за этого музыкантам приходилось постоянно передоговариваться с группами, записывающимися параллельно, и передвигать их часы записи. Из-за строго установленных сроков выпуска альбома у звукорежиссёров было недостаточно времени на сведение материала, поэтому к выпуску второго, дорогого издания альбома в слипкейсе некоторые песни были пересведены. По этой же причине буклет успели напечатать только к изданию второй версии.
Тур в поддержку альбома начался в конце сентября и продолжался до середины декабря. За это время группа сыграла концерты более чем в шестидесяти городах. Двухдневные презентации пластинки состоялись 11 и 12 октября в Санкт-Петербурге на концерте в ДС «Юбилейный» и 18 и 19 октября в Москве на концерте в ДС «Лужники». Московская презентация послужила основой для концертного альбома «Мёртвый анархист».

## Песни
Часть песен, включённых в «Жаль, нет ружья», к периоду записи альбома были довольно старыми, но почти неизвестными за пределами группы. Самая старая песня альбома — «Пьянка», была написана Михаилом Горшенёвым ещё в школе и вошла в демоальбомы «Ранние записи» 1989 года и «Ересь» 1990 года. Композиция «Представляю я» исполнялась на концертах в 1993 году. Демоверсии песен «Волосокрад», «Некромант», «Вдова и горбун», «Разборки из-за баб» и «Утопленник» Андрей Князев записал на компьютере ZX Spectrum ещё в 1991 году.
Сохранилась запись композиции «Утопленник», исполненной Князевым под акустическую гитару в середине 1990-х годов. Ранее песня «Некромант» была с совсем другим текстом, и называлась «Я вернусь!». Текст песни «Жаль, нет ружья!» планировался на другую мелодию, но позже Андрей Князев принёс новый текст, и она стала «Забытыми ботинками».
Ранняя версия песни «Жаль, нет ружья!» существовала уже в 1998 году и примерно в то же время на неё был снят шуточный видеоклип, в котором песню поёт портрет деда, по сюжету съеденного волками (в роли деда — Андрей Князев). Четверостишия, являющиеся вступлениями к композициям «Смешной совет» и «Некромант» были впервые опубликованы в буклете к сборнику песен «Собрание» в 2001 году. Композиция «Песенка пьяного деда» посвящена основателю панк-движения в Ленинграде и СССР Андрею «Свину» Панову — лидеру, вокалисту и автору песен группы «Автоматические удовлетворители».
Песня «Медведь» выходила синглом. По словам Михаила Горшенёва, текст песни основан на тему произведений Евгения Шварца. Композиция вошла в хит-парад «Нашего радио» «Чартова дюжина» и достигла его вершины. Начиная с 2008 года музыканты сильно изменили оригинальную аранжировку композиции и до момента распада коллектива она исполнялась в стиле индастриал-метал. «Медведь» был исполнен в концертном альбоме «На краю. Live» (2014).

## Список композиций
Все тексты написаны Андреем Князевым.
| №   | Название               | Музыка      | Длительность |
| --- | ---------------------- | ----------- | ------------ |
| 1.  | «Волосокрад»           | А. Князев   | 4:27         |
| 2.  | «Мёртвый анархист»     | М. Горшенёв | 4:07         |
| 3.  | «Смешной совет»        | М. Горшенёв | 4:05         |
| 4.  | «Некромант»            | А. Князев   | 2:43         |
| 5.  | «Защитник свиней»      | М. Горшенёв | 2:45         |
| 6.  | «Генрих и смерть»      | М. Горшенёв | 2:24         |
| 7.  | «Жаль, нет ружья!»     | А. Князев   | 3:40         |
| 8.  | «Представляю я»        | М. Горшенёв | 2:10         |
| 9.  | «Мой характер»         | М. Горшенёв | 3:51         |
| 10. | «Песенка пьяного деда» | А. Князев   | 2:05         |
| 11. | «Водяной»              | М. Горшенёв | 2:10         |
| 12. | «Вдова и горбун»       | А. Князев   | 3:11         |
| 13. | «Вино хоббитов»        | М. Горшенёв | 4:32         |
| 14. | «Разборки из-за баб»   | А. Князев   | 3:43         |
| 15. | «Утопленник»           | А. Князев   | 4:03         |
| 16. | «Медведь»              | М. Горшенёв | 3:31         |
| 17. | «Пьянка»               | М. Горшенёв | 2:12         |

## Участники записи
- Михаил Горшенёв (Горшок) — вокал, музыка.
- Андрей Князев (Князь) — вокал, стихи, музыка.
- Александр Балунов (Балу) — бас-гитара, бэк-вокал, вокал.
- Яков Цвиркунов (Яша) — гитара, бэк-вокал, вокал (2, 5, 13).
- Александр Леонтьев (Ренегат) — гитара, акустическая гитара, бэк-вокал, вокал.
- Александр Щиголев (Поручик) — ударные.
- Мария Нефёдова (Маша) — скрипка, вокал (17).

### Приглашённые участники
- Александр «Рикошет» Аксёнов (группа «Объект Насмешек») — вокал (2).
- Фотографии: Валерий Кузнецов.
- Дизайн обложки: Юрий Солодовников.
- Запись и сведение произведены на студии «Добролёт».
- Саунд-продюсеры: Павел Сажинов и Евгений Лёвин.

## Отзывы и критика
Музыкальный обозреватель портала InterMedia отметил утяжеление звучания группы и, в то же время, однообразность песен альбома.

Сложность восприятия диска заключается не столько в количестве треков, сколько в однообразности всех этих «Волосокрадов», «Некромантов», «Водяных» и «Утопленников». «Больше песен, хороших и разных» — это явно не про «Жаль, нет ружья». Музыканты играют, словно заметают следы — быстро и не запоминаясь. Мысль не цепляется ни за тексты, ни за содержащиеся в них идеи, хотя нельзя сказать, что претензий на философствование у авторов нет — одна только вещь «Генрих и смерть» чего стоит. Между тем мрачные сказки, спетые Горшком и Князем почти в раммштайновском духе, занимают первые места в чартах отдельных радиостанций, а фанаты «КиШа» на улице встречаются так же часто, как киоски с шаурмой.
Музыкантам «Короля и Шута» сначала не понравилось финальное сведение альбома, но со временем к такому звуку все привыкли и смирились с ним. Андрей Князев считает «Жаль, нет ружья» одним из лучших творений группы. Он вспоминает следующее:

Мы очень много времени потратили на запись вокала, да и четверть текстов я писал уже в студии, и, как следствие, уехали в тур, а сведение и мастеринг оставили доделывать мастерам. Сама пластинка нагнала нас уже в середине тура. Я помню жуткое возмущение Горшка, когда он поставил пластинку в плеер. Мы услышали, что альбом звучит совершенно не так, как мы рассчитывали. Надо было всё переделывать, пересводить или перемастеринговать, но, к сожалению, было уже поздно, потому что альбом уже везде продавался. В итоге мы смирились. А потом к звуку привыкаешь и принимаешь его. А вообще, этот альбом я считаю одним из лучших наших творений.
По мнению многих поклонников группы альбом является одним из лучших творений группы, а также последним альбомом, записанным в «традиционном» для группы стиле. В «Жаль, нет ружья» уже появляются тенденции к утяжелению звучания группы, но при этом альбом остаётся вполне мелодичным.

## Достижения
«Жаль, нет ружья» повторил успех альбома «Как в старой сказке», а песни «Медведь» и «Мертвый анархист» достигли вершины «Чартовой дюжины».

## Факты
- Вступлением к песне «Мой характер» послужила случайная гитарная импровизация Александра «Ренегата» Леонтьева. Эта композиция, как и "Генрих и смерть", "Вдова и горбун", "Утопленник" не исполнялись на концертах.
- Рабочее название альбома - "Мёртвый анархист", однако участники его не приняли. В результате этого так стал называться второй концертный альбом.